# Мартагов, Руслан Магомедович
Мартагов Руслан Магомедович (род. 19 марта 1950) — российский писатель чеченского происхождения, публицист и политолог, сторонник Временного совета Чеченской Республики в 1993—1994 гг., специальный корреспондент газеты «Северный Кавказ».

## Биография
В 1950 году родился в Казахстане, где его семья оказалась в результате поголовной ссылки чеченцев в 1944 году по обвинению народа советскими властями в коллаборационизме с немецко-фашистскими захватчиками.
В 1968—1970 гг. служил в Советской Армии (ВДВ 7-я дивизия, 97 гв. ППД Литва г. Алитус).
Начав работать после армии водителем, заочно закончил Исторический факультет Чечено-Ингушского Государственного Университета.
С 1977 по 1982 водил транспорт на Тюменском Севере. Затем работал шофером на автобусе.
С 1992 года начал сотрудничать с чеченскими газетами, выступавшими за сохранение единства с Россией.
С 1993 года состоял в рядах вооруженного движения против сепаратистского курса ЧРИ — антидудаевской оппозиции (ВСЧР).
В 1993 году прокуратура ЧРИ завела на Мартагова уголовное дело о попытке свержения государственной власти. Объявлен сепаратистскими властями «врагом народа» и заочно приговорен к расстрелу.
В октябре 1995 года назначен пресс-секретарем Главы ЧР (при Доку Завгаеве).
В августе 1996 года стал исполняющим обязанности министра печати и информации ЧР.
После заключения Хасавюртовских соглашений и восстановления режима ЧРИ покинул Чечню.
С 1996 года — консультант фонда «Антитеррор».
Корреспондент газеты «Северный Кавказ»

## Творчество
Автор повестей, очерков и рассказов из истории и современности Чечни в жанре «военная проза».

## Общественная деятельность
Мартагов Руслан — автор многочисленных экспертных оценок, заключений и публикаций по ситуации на Северном Кавказе.

## Цитаты
О Временном совете Чеченской Республики (1993—1994 гг.): 
В 1993—1994 годах антидудаевская оппозиция в Чечне сорвала план развязывания большой русско-кавказской войны.
О борьбе Масхадова с ваххабизмом после Хасавюрта (из книги Игоря Прокопенко «Чеченский капкан»): 
«Масхадов палец о палец не ударил, чтобы привлечь к порядку какому-то или уничтожить ваххабитов. Мало того, когда в Гудермесе отряды Ямадаева начали это делать, начали громить ваххабитов, именно Масхадов и его вице-президент Арсанов предотвратили полное уничтожение ваххабитов по всей Чечне».

О нестабильности на Северном Кавказе (2005 год): 
На сегодняшний день ситуация на Северном Кавказе, я не говорю уже только о Чечне (такая): из Чечни искусственно сделали зону регулируемого конфликта.
Другие цитаты:
- Во всех сражениях наряду с наличием оружия и его качеством очень большую роль играет моральный дух войск, которые участвуют в сражении.[1]
- …Во всяком обществе думающих всегда меньшинство.[1]
- По нашей ментальности секреты хранятся недолго. У нас так говорят: чтобы узнать, что происходит, пойди на базар и спроси торговку.[1]